# クリフォード・ウォーレン・アシュリー

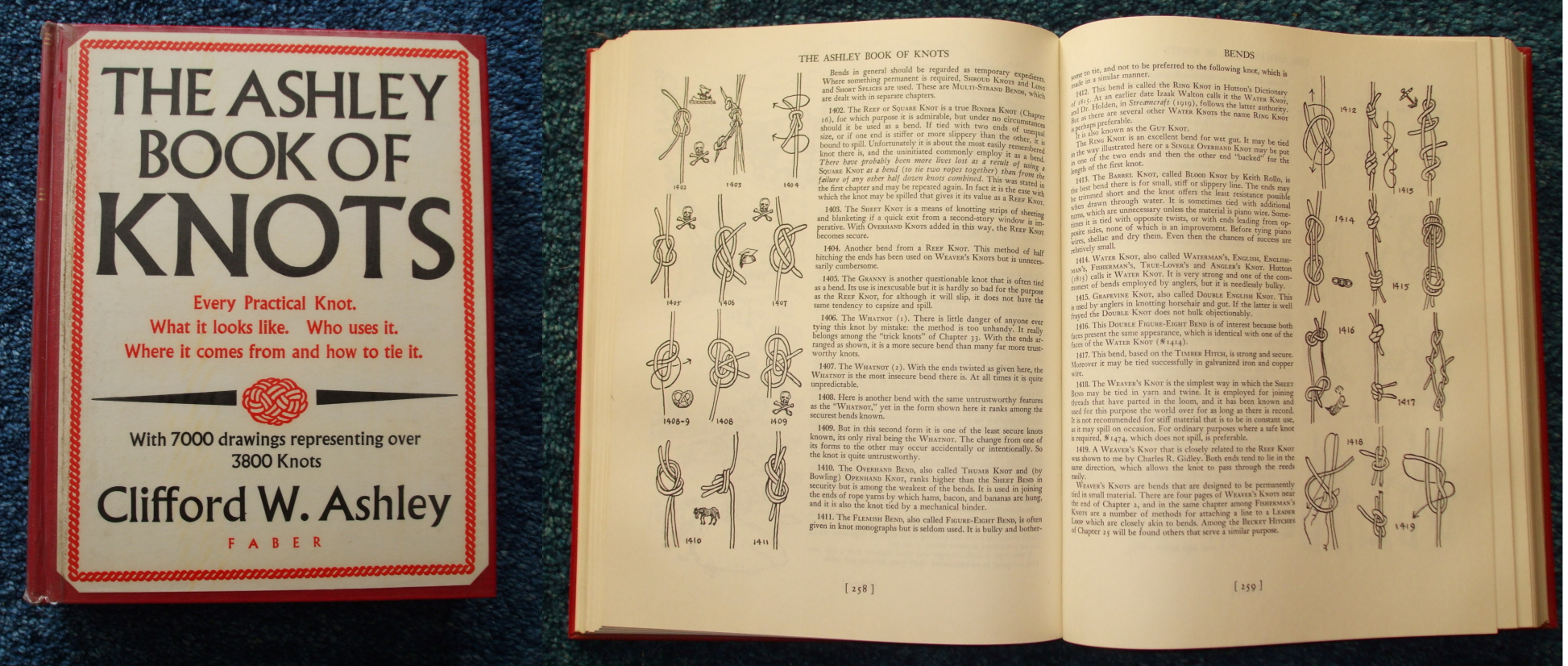
アシュリーのロープの結び方に関する著作「The Ashley Book of Knots」

クリフォード・ウォーレン・アシュリー（Clifford Warren Ashley、1881年12月18日 - 1947年9月18日）は、アメリカ合衆国の画家、著作家である。ロープの結び方に関する著書や捕鯨に関する著作がある。

## 略歴
19世紀には、主要な捕鯨基地であったマサチューセッツ州のニューベッドフォードで生まれた。ボストンの美術学校（Eric Pape Art School）で学び、1901年の夏、友人となったN・C・ワイエスとヘンリー・J・ペック（Henry J. Peck）とともに、マサチューセッツ州アニスクアムでジョージ・ノイズ（George Lorenzo Noyes）に学んだ。秋には、デラウェア州ウィルミントンで有名なイラストレーターのハワード・パイルが運営した美術学校の生徒になった。パイルは学生のためのイラストの仕事を紹介し、「The Delineator」や「Leslies」、「McClure's Magazine」、「Success」といった雑誌の口絵や挿絵を描いた。
ニューベッドフォード育ちのため捕鯨についての知識や興味を持っていました。1904年に雑誌「ハーパーズ・マンスリー・マガジン」から、捕鯨に関する記事の執筆と挿絵を依頼された。より知識を得るために1904年8月から6週間にわたった捕鯨船バーク・サンビーム号で乗船し、この航海中、彼は3頭のクジラの捕獲処分を目撃した。出版された記事は、サンビーム号の船長に称賛された。
1932年に結婚して、2人の娘が生まれた。娘のジェーン・アシュリー（Jane Ashley）は画家になった。
アシュリーはロープの結び方に関する百科事典「The Ashley Book of Knots」（1944年出版）の著者、イラストレーターとしてよく知られている。この書籍には3857種類の結び方の解説、図解が記載されている。
この分野の専門家となるきっかけは1925年に出版社のStreet & Smithの「Sea Stories Magazine」というパルプ・マガジンに一連の記事を掲載されたことで、1944年の書籍ほどは広範ではなかったが、特定の結び方の特徴や欠点を図を含めて解説した。これらの記事のいくつかはサイラス・ローレンス・デイ（Cyrus Lawrence Day: 1900-1968）が1935年に出版した書籍「Sailors' knots」に引用された。

## 作品

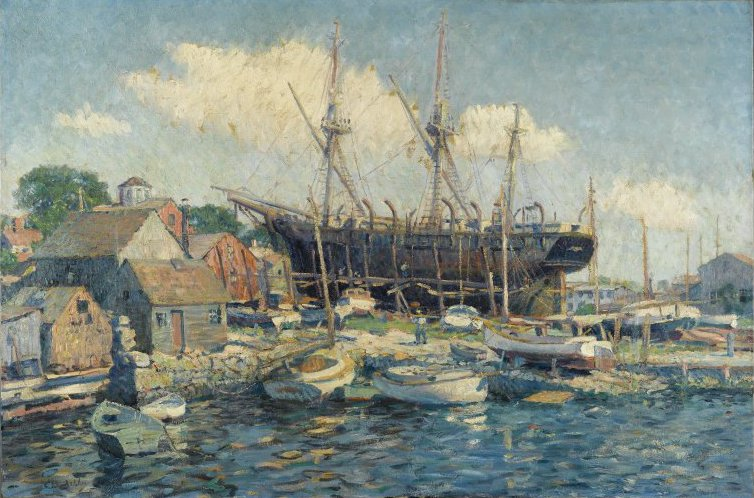
フェアヘブンの捕鯨船　(c.1916)
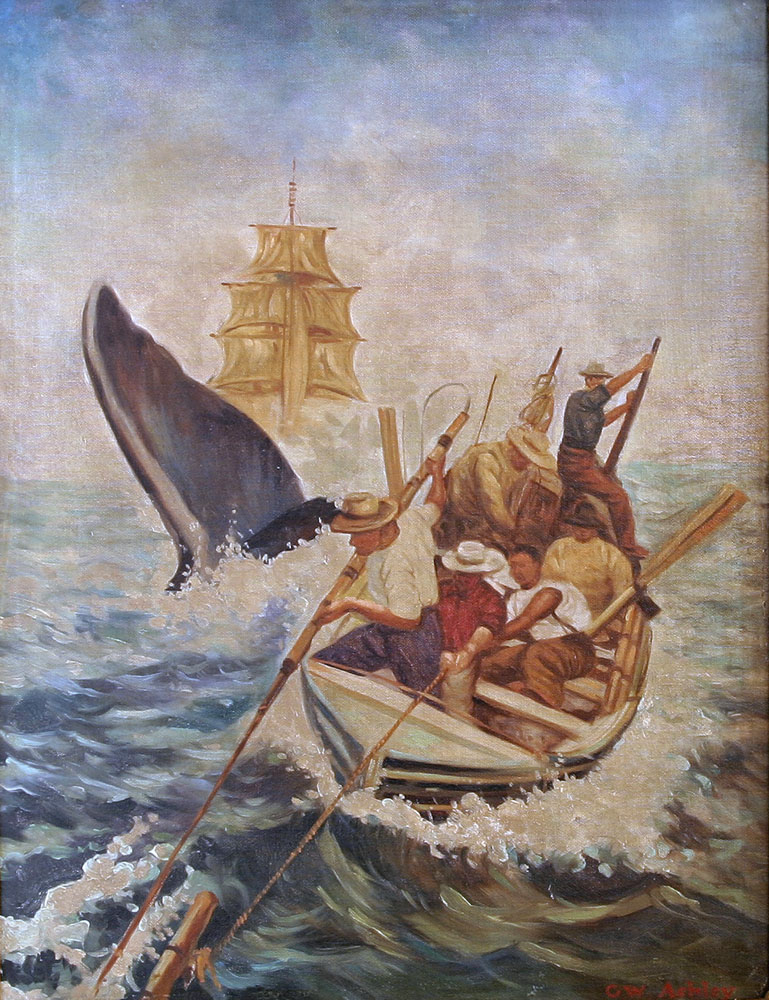
Nantucket Water Skid (1930)
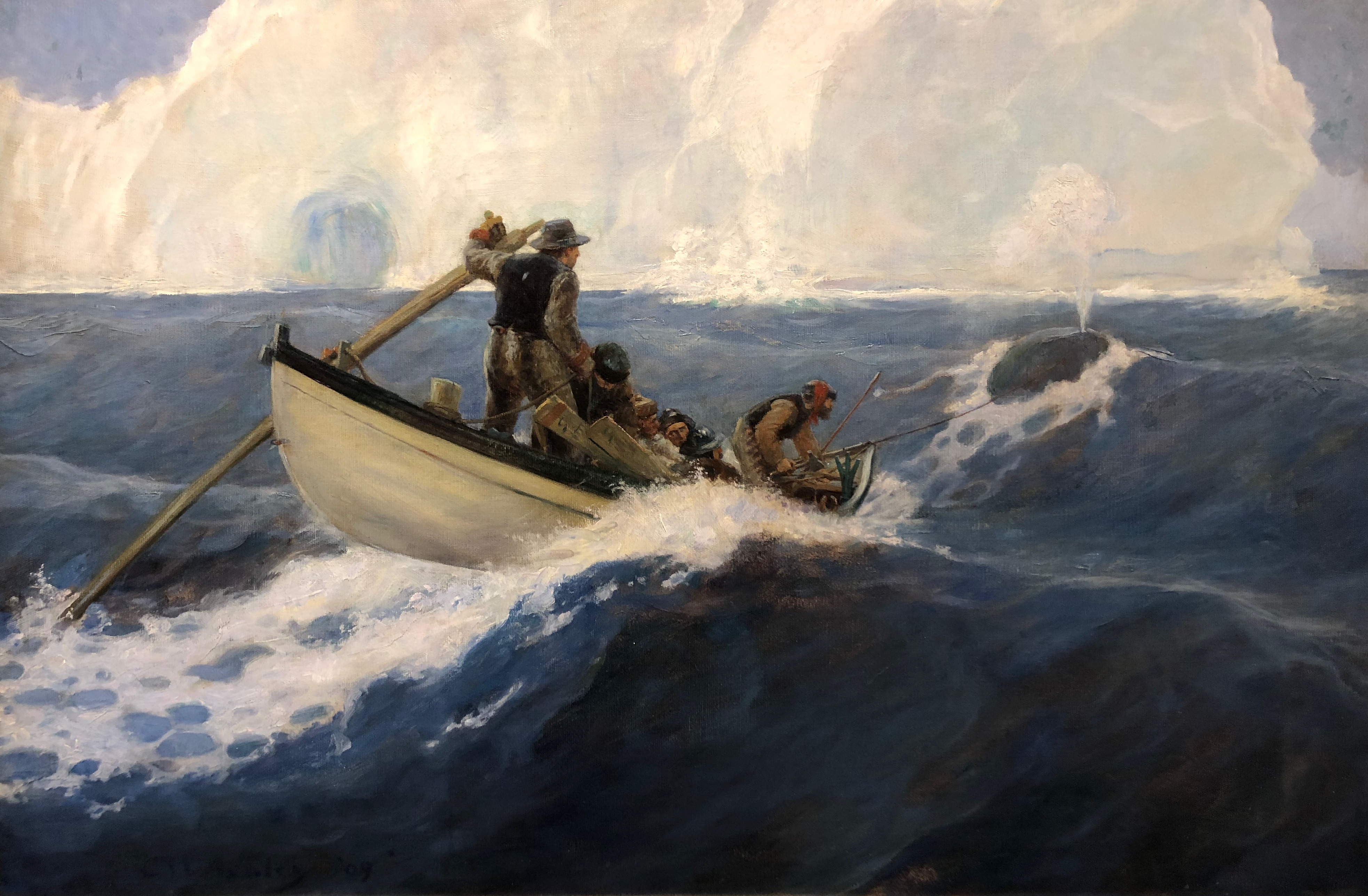
ホッキョククジラの追跡
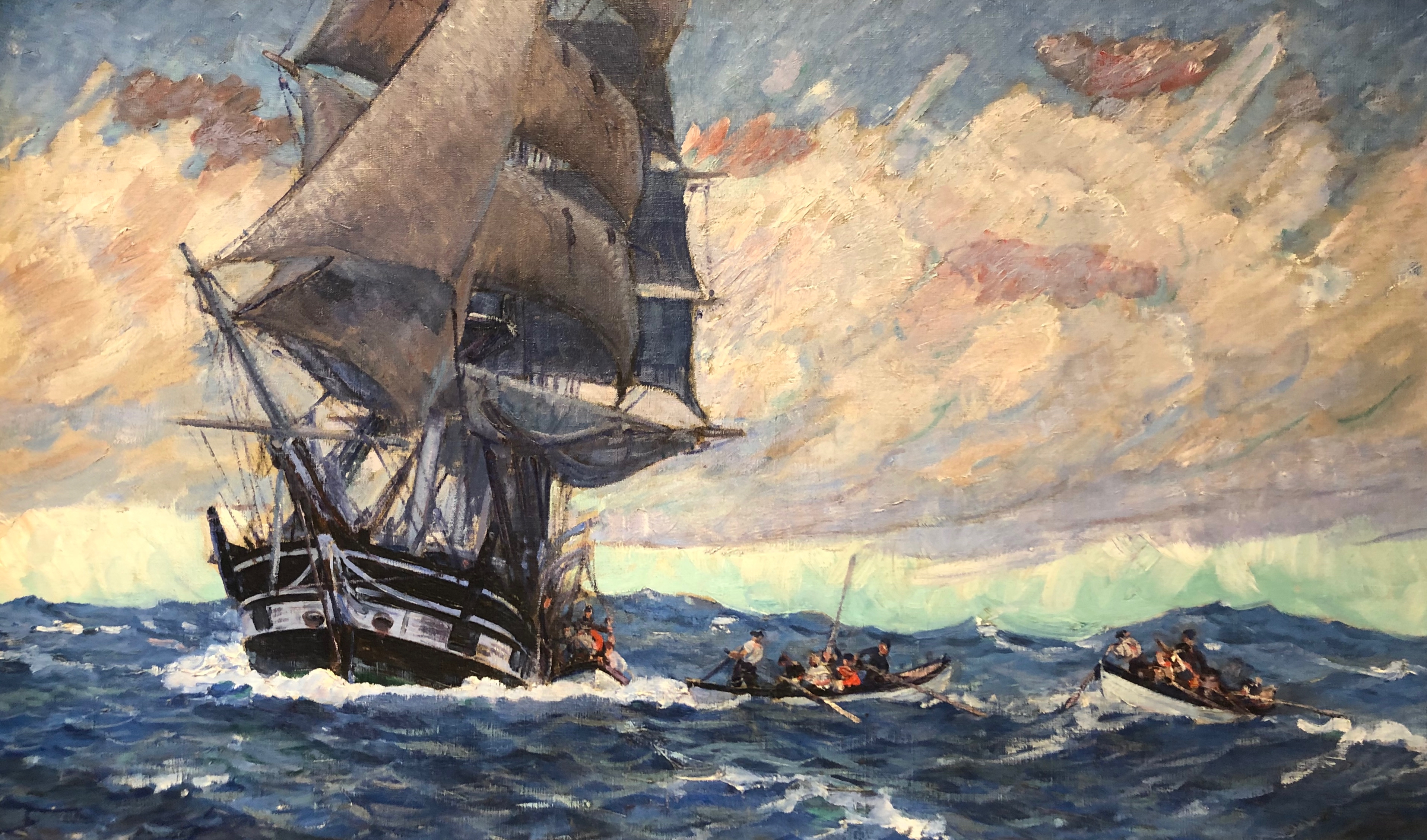
ボートを降ろす帆船(1927)